# Ren sheng
Ren sheng é um filme de drama chinês de 1984 dirigido e escrito por Wu Tianming. Foi selecionado como representante da China à edição do Oscar 1985, organizada pela Academia de Artes e Ciências Cinematográficas.

## Elenco
- Lijing Zhou - Gao Jia-lin
- Yufang Wu - Liu Qiao-zhen
- Baocheng Gao - Grandpa De-shun
- Bai Xue - Qiao Ling